# Barbara Bedford
Barbara Bedford (ur. 19 lipca 1903, zm. 25 października 1981) – amerykańska aktorka.

## Filmografia
- 1920: Ostatni Mohikanin
- 1921: The Big Punch
- 1922: The Power of Love
- 1937: Dzień na wyścigach
- 1943: Komedia ludzka